# Софиевка (Згуровская община)
Софиевка (укр. Софіївка) — село, входит в Згуровскую поселковую общину Броварского района Киевской области Украины. До 2020 года входило в состав Згуровского района.
Население по переписи 2001 года составляло 278 человек. Почтовый индекс — 07620. Телефонный код — 4570. Занимает площадь 1,668 км².
Вблизи села Софиевки выявлено поселение и раскопан большой могильник (бескурганный) периода бронзы (2-е тыс. до н. э.), от которого село получило название археологическая культура Софиевская — памятки Софиевского типа (в Среднем Поднепровье).

## Местный совет
07621, Київська обл., Згурівський р-н, с. Войкове, вул. Чкалова, 1